# Donelo
Donelo do Douro ist ein Dorf in der Freguesia Covas do Douro im Norden Portugals und gehört zur Subregion Douro. Donelo erstreckt sich auf einer Fläche von 3 km² hat 112 Einwohner (2001) und liegt 7 km vom Douro entfernt. Es gehört zum Alto Douro, dem ältesten geschützten Weinbaugebiet der Welt (seit 2001 UNESCO-Welterbe).

## Wirtschaft
Die Bevölkerung des Ortes lebt hauptsächlich von der Landwirtschaft oder dem Weinbau. Hier werden unter anderem Trauben für den berühmten Portwein angebaut. Die fruchtbaren Ländereien am Douroufer sind ertragreich. In Donelo gibt es drei Cafés, eine Werkstatt, zwei Schulen, einen Friedhof, zwei Bauunternehmen, zwei Brunnen und eine katholische Kapelle.

## Geschichte
Zahlreiche Ruinen und archäologische Funde auch aus maurischer Zeit lassen auf eine frühe Besiedelung schließen.